# Lee Eun-byul
Lee Eun-byul (en coréen 이은별), née le 2 octobre 1991 à Séoul, est une patineuse de vitesse sur piste courte sud-coréenne.

## Palmarès

### Jeux olympiques
| Épreuve / Édition | Vancouver 2010 |
| 500 m             | 8e             |
| Relais 3000 m     |                |
| 1500 m            | Argent         |